# Elżbieta Śnieżkowska-Bielak
Elżbieta Śnieżkowska-Bielak (ur. 29 lipca 1947 w Jeleniej Górze Cieplicach) – polska poetka, pisarka, autorka tekstów dla dzieci.

## Życiorys
Urodziła się w Cieplicach Śląskich (obecnie dzielnica Jeleniej Góry) 29 lipca 1947 roku. Ukończyła filologię polską na Uniwersytecie Wrocławskim. Jej życie zawodowe związane było z oświatą. Pracowała jako nauczycielka polonistka.
Jest członkinią stowarzyszenia Jeleniogórski Klub Literacki i Stowarzyszenia W Cieniu Lipy Czarnoleskiej w Jeleniej Górze, Grupy Literackiej „Metafora” w Gryfowie Śląskim, oddziału dolnośląskiego Związku Literatów Polskich oraz Stowarzyszenia Autorów Polskich we Wrocławiu.
Od dziecka związana z Jelenią Górą, a szczególnie rodzinnymi Cieplicami, gdzie przez prawie 40 lat mieszkała. Z Cieplic przeprowadziła się do Gryfowa Śląskiego, gdzie powstało najwięcej jej dzieł literackich.
Pracując w Zespole Szkół Ponadgimnazjalnych w Biedrzychowicach nieopodal Gryfowa poetka organizowała przez wiele lat Tygodnie Kultury Języka Polskiego. Była twórcą i organizatorem konkursów literackich. Pisała scenariusze do szkolnych spektakli poetyckich. Jako autorka scenariuszy współpracowała przez kilka lat Towarzystwem Polskich Uniwersytetów Ludowych.
Pisarka związana jest emocjonalnie z regionem w którym żyje, a szczególnie z Karkonoszami i Pogórzem Izerskim, czemu daje wyraz w swojej twórczości.

## Twórczość
Elżbieta Śnieżkowska Bielak zadebiutowała publikacją kilku wierszy w I Almanachu Jeleniogórskim w 1973 roku. W 1974 publikowała swoje wiersze w „Radarze”, a w 1976 w „Magazynie Gazety Robotniczej” i w „Nowinach Jeleniogórskich”. W 1978 zaistniała w II Almanachu Jeleniogórskim i w Antologii Poezji o Karkonoszach, w 1982 w „Kulturze Dolnośląskiej”, w Almanachach Jeleniogórskich, które wydawane są w późniejszym czasie. Od roku 2005 bierze udział w Międzynarodowych Festiwalach Poezji „Poeci bez granic” i jej wiersze ukazują się w pofestiwalowych almanachach.
Rok 1984 to rok jej samodzielnego debiutu poetyckiego. Nakładem Jeleniogórskiego Towarzystwa Społeczno-Kulturalnego ukazał się jej pierwszy tomik poezji Świątki ciszy.
Pisarka zaczęła pisać także dla dzieci. W 1992 roku w podręczniku dla klas pierwszych ukazał się jej cykl wierszy Podróż wzdłuż Wisły. Utwory dla dzieci publikuje w „Gazecie z Klasą”, czasopiśmie „Przedszkolak” oraz „Domowe Przedszkole”. Pisze też teksty piosenek umieszczone w śpiewniku Nasze piosenki (1993).
W 1997 roku ukazał się drugi tomik poetki Aluzje do serca. W latach 2001–2003 pisarka wydawała serię adaptacji poetyckich baśni klasyków (m.in. Brzydkie kaczątko, Czerwony Kapturek, Kopciuszek, Jaś i Małgosia, Królowa Śniegu i inne.) W 9 książkach wydanych nakładem wydawnictwa Polskie Media Amercom ukazało się 17 bajek.
W 2003 roku ukazał się kolejny tomik poetki Pomiędzy (wyd. Miniatura w Krakowie), oraz dwie książeczki dla dzieci wydane przez wydawnictwo Impuls. Są to Literkowe figle i Historia wielkanocnej święconki.
W 2004 roku ukazała się pierwsza powieść Elżbiety Śnieżkowskiej-Bielak Weronika, opowiadająca o losach kobiety przebywającej w domu opieki. W tym samym roku poetka wydała czytanki roratnie dla dzieci Nasza droga do Betlejem.
W 2005 roku wydała tomik poezji religijnej Moja mała adoracja, wydany przez wydawnictwo Biblos z Tarnowa.
W roku 2006 Dom Wydawniczy Rafael z Krakowa wydało trzy książki pisarki. Dwa tomy czytanek maryjnych: Idę do Ciebie Maryjo i Opowiadania różańcowe, posiadające imprimatur kurii archidiecezji krakowskiej oraz zupełnie inne w treści i nastroju, traktujące o losach zupełnie różnych mężczyzn opowiadania, pod tytułem Odlot motyla.
W roku 2007 ukazał się album poetycki Miniatury karkonoskie (piąta książka poetycka autorki), a także zbiór wierszy i piosenek dla dzieci opisujący okolice Gryfowa i ziemi leżącej nad Kwisą (Poszumianki znad Kwisy). Ponadto wydany został zbiór opowiadań dla dzieci, tłumaczących zasady Dekalogu (Boże przykazania łatwe do zapamiętania) i czytanki roratnie Do czego powołał mnie Pan Bóg.
W roku 2008 ukazał się przekład Miniatur karkonoskich na język niemiecki (Riesegbirgsminiaturen, tłum. Józef Zaprucki), kolejny tomik poezji Odblaski, zbiór kazań dla dzieci – Słucham Pana Jezusa oraz druga powieść pod tytułem Smak błękitnego nieba.
Jednocześnie w tym roku ukazały się wiersze i bajki dla dzieci Czekam na bajkę oraz wiersze o polskich głoskach przeznaczone dla logopedów i nauczycieli Mówię wyraźnie. Od maja wydawana jest seria książeczek Rozmowy z Aniołem Stróżem.
W 2010 ukazał się tomik poezji lirycznej Na pograniczach świtu wydany przez Stowarzyszenie Jeleniogórski Klub Literacki, a także dwie książki prozą: zbiór lirycznych opowiadań A w Karkonoszach serce oraz powieść Randki.pl. W grudniu tego roku wyszły dwie książeczki dla dzieci, wspomagające naukę języka polskiego: Psoty literek i Językowe Łamigłówki.
W roku 2013 ukazał się kolejny, ósmy tomik poezji Za firanką wiatru, a w 2014 bajka dla dzieci Domik - przyjaciel Dominika. Natomiast w grudniu 2014 roku ukazała się powieść Smak błękitnego nieba.
Wiosną 2015 wydała trzy książki dla dzieci: Wesoła kuchnia, Wierszyki o pojazdach oraz Bajeczne mikstury.
W listopadzie 2015 roku ukazał się zbiór legend o polskich zamkach Czy w tym zamku straszy.
W czerwcu 2016 w Fundacji Nasza Przyszłość została wydana  pierwsza część serii Rozmowy z Aniołem Stróżem. Nosi ona tytuł Rozmowy z Aniołem Stróżem o ważnych sprawach przedszkolaka. Rok później, czyli w lipcu 2017 ukazują się dwie następne części: Rozmowy z Aniołem Stróżem o wymarzonych prezentach i prawdziwych rycerzach oraz Rozmowy z Aniołem Stróżem o tym jak być starszym bratem i samodzielnym człowiekiem.
W roku 2017. ukazały się trzy książki edukacyjne, składające się z kart pracy do czytania ze zrozumieniem dla klas I, II, III szkoły podstawowej. Są to: dla kl. I Karty pracy sprawdzające czytanie ze zrozumieniem - Bajki z wioski Bałałajki, dla kl. II Karty pracy sprawdzające czytanie ze zrozumieniem - W naszym planie dobre wychowanie, dla kl. III Karty pracy sprawdzające czytanie ze zrozumieniem - Opowieści wróbelka Bajerka.
Elżbieta Śnieżkowska-Bielak publikowała swoje satyry w „Przekroju”, a wiersze liryczne w „Akancie”, kwartalniku „Horyzonty”, „Świętokrzyskim Kwartalniku Literackim”, kwartalniku „Sekrety Żaru”, miesięczniku „Życie Szkoły” i w „Gazecie kulturalnej” w internetowym miesięczniku „PKP-Zin” oraz na stronie Poezja.com.pl Olgi Lalić-Krowickiej, gdzie jej wiersze zostały przełożone na język serbski i chorwacki.

## Wyróżnienia
W 1976 roku zdobyła II miejsce w ogólnopolskim konkursie Pieńska Jesień Poetycka. W 2000 roku otrzymała równorzędne pierwsze miejsce w konkursie jednego wiersza na Nadnyskich Spotkaniach Literackich. W 2006 roku otrzymała pierwszą nagrodę za wiersze o Karkonoszach w Turnieju poezji Ziemi Jeleniogórskiej, w 2008 roku została laureatką pierwszego miejsca w ogólnopolskim konkursie organizowanym przez Civitas Christiana i Stowarzyszenie W cieniu Lipy Czarnoleskiej „Tu mieszka Bóg”. W tym samym roku została wyróżniona drukiem w pokonkursowym almanachu O laur Sądecczyzny.
W 2008 roku otrzymała od ministra kultury odznaczenie Zasłużony dla Kultury Polskiej.
W 2019 roku otrzymała Brązowy Medal Zasłużony Kulturze Gloria Artis.

## Publikacje (wybór)
| Poezja - Świątki ciszy (1984) - Aluzje do serca (1997) - Pomiędzy (2003) - Moja mała adoracja (2005) - Miniatury karkonoskie (2007) - Riesegebirgsminiaturen (2008) - Odblaski (2008) - Na pograniczach świtu (2010) - Za firanką Wiatru (2013) - Poliptyk sentymentalny ( 2021) Wyd. STON2 Kielce Proza - Weronika (2004)Dom wydawniczy Rafael - Odlot motyla (2005) Dom Wydawniczy Rafael - Smak błękitnego nieba (2008) DSP Selfpublika Chicago - A w Karkonoszach serce (2010) Ston2 Kielce - Randki.pl (2010)Ston2 Kielce - Smak błękitnego nieba (2014) Arcana Kraków - Taniec z psychopatą (2018) AD REM Jelenia Góra - Przebudzeni ( 2021) Dom Wydawniczy "Rafael" Kraków - Weronika, (wznowienie)( 2021), Dom Wydawniczy "Rafael", Kraków, - Odlot motyla, ( wznowienie) 2021 Dom Wydawniczy "Rafael", Krakow Proza religijna - Nasza droga do Betlejem (2004)DW RAFAEL - Idę do Ciebie Maryjo (2006)DW RAFAEL - Opowiadania różańcowe (2006)DW RAFAEL - Do czego powołał mnie Pan Bóg? (2007)DW RAFAEL - Słucham Pana Jezusa (kazania na rok B) (2008)DW RAFAEL | Dla dzieci: - Seria dziewięciu książek -poetyckich adaptacji baśni klasyków (2002- 2004) wyd. Polskie Media Amercom, Poznań - Językowy zawrót głowy (2002) – wyd. Arka, Poznań - Literkowe figle (2003) Wyd. Impuls Białystok - Historia wielkanocnej święconki (2003) Wyd. Impuls, Białystok - Dekalog dla dzieci – czyli Boże przykazania łatwe do zapamiętania (2006) Wyd. Rafael, Kraków - Poszumianki znad Kwisy (2007) Wyd. AD-REM, Jelenia Góra - Czekam na bajkę (2008) Oficyna wydawnicza „Impuls”, Kraków - Mówię wyraźnie (2008), Oficyna Wydawnicza „Impuls”, Kraków - Seria – Rozmowy z Aniołem Stróżem, Wyd. Edycja Św. Pawła, Częstochowa - O tym czy łatwo być przedszkolakiem (2008) - O mówieniu prawdy i zwalczaniu lenistwa(2008) - O poszukiwaniu prawdziwych rycerzy (2009) - O świętach, prezentach i innych ważnych sprawach (2009) - O tym jak to jest być starszym bratem (2010) - O tym jak to jest z samodzielnością (2010) - Co bajka opowie o pięknym Gryfowie? – przewodnik dla dzieci (2012) Biblioteka Publiczna Miasta i Gminy Gryfów Śląski - Panie Boże czy nas słychać? (2013) Wyd. Dom Wydawniczy „Rafael”, Kraków - Domik – przyjaciel Dominika (2014) Wyd. „Selfpublica” Warszawa - Wesoła kuchnia (2015) ESB Warszawa - Wierszyki o pojazdach (2015) ESB Warszawa - Bajeczne mikstury, czyli bajki psychoterapeutyczne, psychoedukacyjne i relaksacyjne, (2015) Harmonia, Gdańsk - Czy w tym zamku straszy? (2015), Harmonia Gdańsk - Śpiewnik dla dzieci "Nasze piosenki 2016, Harmonia, Gdańsk - Rozmowy z Aniołem Stróżem o ważnych sprawach przedszkolaka, (2016) Nasza Przyszłość, Szczecinek, - Rozmowy z Aniołem Stróżem o wymarzonych prezentach i prawdziwych rycerzach,( 2017), Nasza Przyszłość, Szczecinek 2017, - Rozmowy z Aniołem Stróżem o tym jak być starszym bratem i samodzielnym człowiekiem (2017), Nasza Przyszłość, Szczecinek, - Bajki z wioski Bałałajki - karty pracy sprawdzające czytanie ze zrozumieniem dla kl. I (2017), Olimp, Jeleniec, - W naszym planie dobre wychowanie- karty pracy sprawdzające czytanie ze zrozumieniem kl.II. (2017),Olimp, Jeleniec, - Opowieści wróbelka Bajerka -karty pracy sprawdzające czytanie ze zrozumieniem (2017), Olimp, Jeleniec, - Opowieści o władcach polskich ( 2017), Fundacja "Nasza Przyszłość", Szczecinek - Oni byli Niezłomni, ( 2018), Wydawnictwo "Meandry" Gdańsk - Na wojennych ścieżkach, 2020, Dom Wydawniczy "Rafael" - Kraków - A z narodzeniem Jezusa było tak... ( 2021) Dom Wydawniczy "Rafael", Kraków |

*